# Acacia uncinella
Acacia uncinella är en ärtväxtart som beskrevs av George Bentham. Acacia uncinella ingår i släktet akacior, och familjen ärtväxter. Inga underarter finns listade i Catalogue of Life.